# お嬢さん、お手やわらかに!
『お嬢さん、お手やわらかに!』（仏題：Faibles Femmes）は、1959年（昭和34年）製作のフランス映画。

## 概説
アラン・ドロン主演の青春系ハーレム式ラブ・コメディ。アラン・ドロン扮する主人公をめぐって様々な性格の複数の女性が取り巻くという、一見するとハーレムものを思わせる内容。

## キャスト
| 役名                         | 俳優                   | 日本語吹替 |
| ---------------------------- | ---------------------- | ---------- |
| ジュリアン・フェナル         | アラン・ドロン         | 野沢那智   |
| アガート                     | パスカル・プティ       | 北浜晴子   |
| サビーヌ                     | ミレーヌ・ドモンジョ   | 小原乃梨子 |
| エレーヌ・マローニ           | ジャクリーヌ・ササール | 赤沢亜沙子 |
| エドゥアール（エレーヌの父） | ノエル・ロクヴェール   | 北山年夫   |
| マルグリット（エレーヌの母） | シモーヌ・ルナン       | 来宮良子   |
| アンドレ（アガートの夫）     | ピエール・モンディ     |            |
| ジュリアンの父               | アンドレ・リュゲ       | 塩見竜介   |

- 日本語吹替：初回放送日1971年9月17日『ゴールデン洋画劇場』※アネックより発売のBD&DVDに収録

## スタッフ
- 監督・脚本：ミシェル・ボワロン
- 脚本：アネット・ヴァドマン
- 撮影：ロベール・ルフェーヴル
- 音楽：ポール・ミスラキ
- 挿入歌：ポール・アンカ